# 스트리트즈 오브 샌프란시스코
《샌프란시스코 수사반》(영어: The Streets of San Francisco)은 1972년부터 1977년까지 방영된 미국의 범죄 드라마이다.
대한민국에서는 1975년 5월 20일에 첫 방영되었다.